# Petar Vukičević
Petar Vukičević (ur. 7 sierpnia 1956 w Belgradzie) – jugosłowiański lekkoatleta specjalizujący się w biegu na 110 metrów przez płotki.
W 1975 zajął 6. miejsce podczas mistrzostw Europy juniorów.
Odpadł w eliminacjach na mistrzostwach Europy w 1978.
Podczas igrzysk olimpijskich w Moskwie (1980) odpadł w półfinale z wynikiem 14,12.
Pięciokrotny mistrz kraju (1977, 1982, 1984, 1985 i 1989).
Jego dzieci – córka Christina Vukicevic oraz syn Vladimir Vukicevic także uprawiają biegi płotkarskie i reprezentują Norwegię.

## Rekordy życiowe
- Bieg na 110 metrów przez płotki – 13,87 (1984)